# Каттерик
Каттерик (англ. Catterick (/ˈkætərɪk/), иногда Catterick Village) — деревня в районе Ричмондшир в Северном Йоркшире, Англия. Известна с римских времён под именем Катарактоний (лат. Cataractonium (/kætəˌræktəˈniːəm/) и являлась римским фортом на северной границе римских территорий в Англии на дороге через реку Суэйл (англ. Swale (/sweɪl/).

## История
Птолемей упоминает Каттерик в своём трактате «География» примерно в 150 году. Там деревня была названа Катарактоний и служила фортом на реке Суэйл.
Примерно в 598 году здесь произошло сражение между валлийцами и англичанами, которое упоминается в валлийской поэме. Каттерик упоминается в «Книге Страшного суда» 1086 года как Катрис. Поместье принадлежало графу Эдвину во время вторжения норманнов, а затем было передано графу Алану Бретонскому. Поместье передавалось многим лордам ещё до конца XIX века.
В 1974 году Каттерик был передан новому графству Северный Йоркшир и до 2023 года входил в состав Ричмондшира.

## Управление
Нынешний член парламента — Риши Сунак, консерватор, который был премьер-министром Соединённого Королевства.